# رقع
الرُّقَع (الاسم العلمي: Ficus vasta)، نوع من نباتات التين يوجد في إثيوبيا واليمن والسعودية. الشجرة هي نوع من التين الجميز.

## البيئة
ينمو نبات الرقع في أو بالقرب من القرن الأفريقي. وهو يستوطن في المقام الأول في إثيوبيا واليمن، ولكن يمكن العثور عليه أيضًا في السودان والصومال والمملكة العربية السعودية، وفي أوغندا وتنزانيا في منطقة البحيرات الكبرى الأفريقية. تنمو الشجرة على طول الأنهار وتشكل أحراج أو دغل. بالإضافة إلى ذلك، توجد في السافانا الجافة، وتنمو على ارتفاعات تتراوح بين 1400 و 2500 متر. لا يُدجن في البساتين، ويضمحل بسبب الضغط البشري، خاصةً في استخدامه حطبًا.